# Гупинец, Филипп Алексеевич
Филипп Алексеевич Гупинец (18.10.1910—16.09.1981) — командир пулемётного расчёта 280-го стрелкового полка, младший сержант.

## Биография
Родился 5 октября 1910 года в деревне Волчин (ныне — Каменецкого района Брестской области). Белорус. Окончил начальную среднюю школу. С 1922 года работал по найму у помещика. В 1931—1933 годах служил в польской армии. В 1935 году за политическую деятельность был приговорён судом буржуазной Польши к 5 годам лишения свободы. С 1939 года работал трактористом Высоковской машинно-тракторной станции Брестской области.
В армии с августа 1944 года. Участник Великой Отечественной войны с сентября 1944 года. Сражался на 1-м Белорусском фронте.
Наводчик станкового пулемета 280-го стрелкового полка 185-й стрелковой дивизии рядовой Ф. А. Гупинец вместе с расчётом 26 января 1945 года в бою за населённый пункт Задке подавил 2 огневые точки и 12 противников, обеспечив продвижение нашей пехоты. За мужество и героизм, проявленные в боях, приказом № 021 по 185-й стрелковой дивизии от 4 февраля 1945 года награждён орденом Славы 3-й степени.
20 марта 1945 года на подступах к реке Одер уничтожил 2 огневые точки и свыше 20 противников. В числе первых в полку вышел к реке Одер в районе города Штеттин. За мужество и героизм, проявленные в боях, приказом № 017 по 47-й армии от 12 апреля 1945 года награждён орденом Славы 2-й степени.
Пулемётный расчёт младшего сержанта Ф. А. Гупинца 20 апреля 1945 года в уличном бою в городе Бернау подавил 2 огневые точки, отразил контратаку, истребив 17 противников.
За мужество и героизм, проявленные в боях, Указом Президиума Верховного Совета СССР от 15 мая 1946 года младший сержант Гупинец Филипп Алексеевич награждён орденом Славы 1-й степени.
В октябре 1945 года младший сержант Ф. А. Гупинец демобилизован. Вернулся на родину. Работал трактористом, председателем колхоза. Умер 16 сентября 1981 года.
Награждён орденами Славы 3-х степеней, медалями.